# La Joya Grande
La Joya Grande är en ort i Mexiko.   Den ligger i kommunen Zapotlanejo och delstaten Jalisco, i den centrala delen av landet, 400 km väster om huvudstaden Mexico City. La Joya Grande ligger 1 632 meter över havet och antalet invånare är 114.
Terrängen runt La Joya Grande är kuperad västerut, men österut är den platt. Runt La Joya Grande är det ganska tätbefolkat, med 83 invånare per kvadratkilometer. Närmaste större samhälle är Zapotlanejo, 9,9 km söder om La Joya Grande. I omgivningarna runt La Joya Grande växer huvudsakligen savannskog.